# Дан мира — догодило се у Скопљу
Дан мира — догодило се у Скопљу југословенски је краткометражни филм из 1965. Режирао га је Ото Денеш, који је написао и сценарио.

## Улоге
| Глумац                | Улога |
| --------------------- | ----- |
| Никола Бурзан         |       |
| Љиљана Крстић         |       |
| Слободан Цица Перовић |       |
| Дуња Рајтер           |       |